# حزب الشباب التشيكي

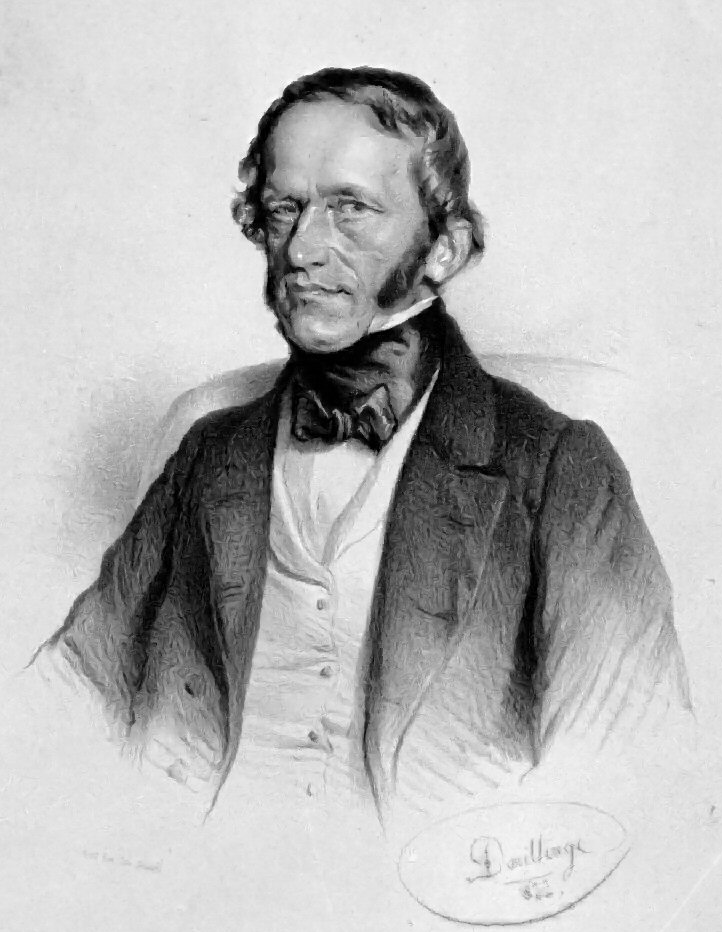
فرانتيشيك بالاتسكي (طباعة حجرية لأدولف داوثاج ، 1855)

حزب الشباب التشيكي (بالتشيكية: Mladočeši)‏ أو الحزب الليبرالي الوطني رسمياً تحت اسم (Národní strana svobodomyslná) تأسس في أراضي مملكة بوهيميا ضمن الإمبراطورية النمساوية المجرية عام 1874. لقد أدى ذلك إلى إضفاء الطابع الديمقراطي على الأحزاب السياسية التشيكية وقاد إلى إنشاء القاعدة السياسية والقانونية لتشيكوسلوفاكيا.

## خلفية
أدت ثورات 1848 التي بدأت في شبه جزيرة صقلية قبل أن تنتشر إلى بقية أوروبا، إلى تشكيل أول أحزاب سياسية تشيكية في الإمبراطورية النمساوية . عند استقالة مستشار الدولة كليمنس فون ميترنيخ حيث تنازلت الحكومة النمساوية الجديدة برئاسة رئيس الوزراء فرانز أنطون فون كولورات ليبشتاينسكي أخيرًا إلى "الجمعية الوطنية" البوهيمية المؤقتة ( Svatováclavský výbor roku 1848 ) عن الحق في إجراء انتخابات برلمان Landtag في أراضي التاج البوهيمي . على الرغم من دعمها في البداية من قبل الحاكم النمساوي الكونت ليوبولد فون ثون وهوهنشتاين ، إلا أن المحاولة باءت بالفشل بسبب الخلاف مع ممثلي مورافيا وسيليزيا النمساوية بالإضافة إلى مقاومة الأقلية الناطقة بالألمانية.

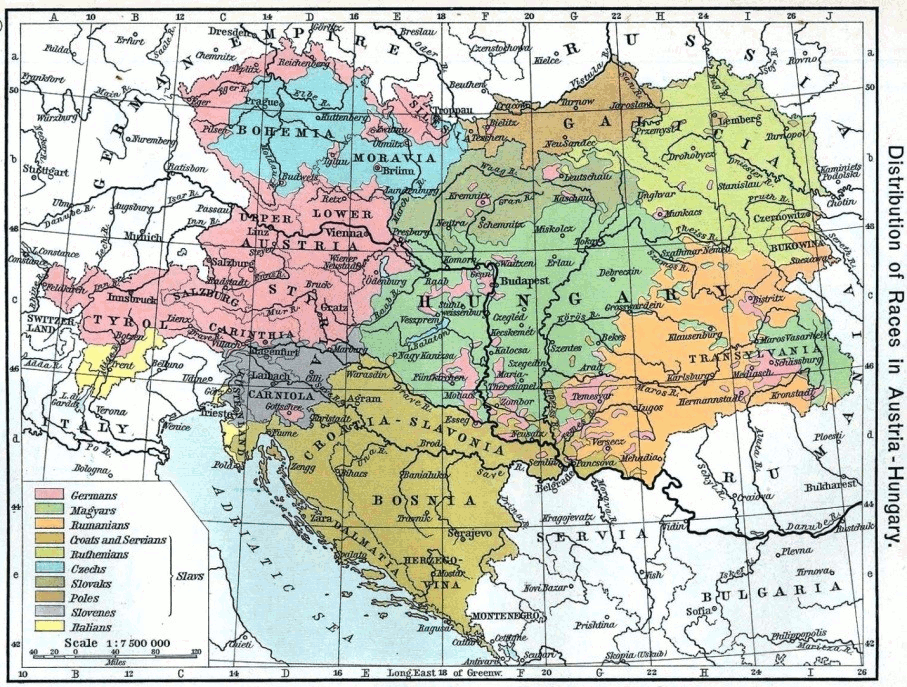
اللغات في النمساوية-المجرية حسب تعداد عام 1910
Czech التشيكية

تم تشكيل حزب الشباب التشيكي (الحزب الوطني الليبرالي) في براغ وكان كاريل سلادكوفسكي أول رئيس له. أصبح مساعد سلادكوفسكي، فينسينك فافرا، أيضًا شخصية مهمة في الحزب السياسي الجديد. كان كل من سلادكوفسكي وفافرا من ثوار عام 1848، وقد خدما في تمثيل تحول القومية الديمقراطية الثورية إلى حزب الشباب التشيكي الوطني والليبرالي الحذر. :75
تم تشكيل حزب الشباب التشيكي (الحزب الوطني الليبرالي) في براغ وكان كاريل سلادكوفسكي أول رئيس له. أصبح مساعد سلادكوفسكي، فينسينك فافرا، أيضًا شخصية مهمة في الحزب السياسي الجديد. كان كل من سلادكوفسكي وفافرا من ثوار عام 1848، وقد خدما في تمثيل تحول القومية الديمقراطية الثورية إلى حزب الشباب التشيكي الوطني والليبرالي الحذر. :75

## الأفكار

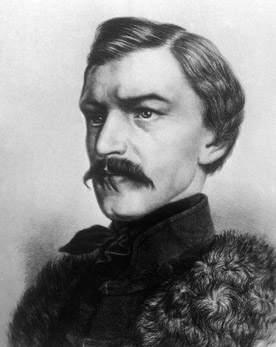
كاريل هافليتشيك بوروفسكي، الشخصية الرئيسية التي سبقت تأسيس الحزب

اختلف حزب التشيك الشبابي في الغالب عن التشيك القدامى في سياساتهم السياسية النشطة على عكس سياسات المقاومة السلبية التي ينتهجها الأخير. بعد عام 1874، ادعى الشباب التشيكي أنهم ورثة كاريل هافليتشك بوروفسكي، وهو صحفي وشهيد دافع عن المعاملة بالمثل والقيم السلافية وانتقد الحكومة الروسية الاستبدادية. :69وقد ساعد هذا جزئيًا في إنشاء "الأب المؤسس" مثلما كان الحال بالنسبة لبالاتسكي بالنسبة للتشيك القدماء. كما قدم إنشاء هذه القاعدة التاريخية دعمًا تاريخيًا لمهمة الحزب وأيديولوجيته.
عارض الشباب التشيكي التحالف التشيكي القديم مع النبلاء البوهيميين من حيث المبدأ بسبب معارضة النبلاء لجميع الإجراءات الديمقراطية والمناهضة للإكليروس التي يدعمها الحزب. علاوة على ذلك، لم يشعر الحزب أن النبلاء من ملاك الأراضي كانوا يضعون مصالح المواطنين التشيكيين العاديين في الاعتبار. سعى الشباب التشيكي إلى تعزيز الرفاهية السياسية والاقتصادية للفلاحين. تم إلقاء الخطب والمنشورات المؤثرة لتذكير التشيكيين بمساهمة الفلاحين في الحفاظ على لغتهم الأم. وتزامن ذلك مع النظرة القومية للحزب. تمنى الشباب التشيكي تحقيق الحكم الذاتي التشيكي على أساس الحقوق التاريخية والطبيعية للشعب. رغب الحزب أيضًا في تأسيس حق الاقتراع العام للرجولة والحريات المدنية كجزء من برنامج حقوق الدولة. كان التشيكيون الشباب أكثر حرصًا على مناهضة رجال الدين والاستبداد من التشيك القدامى، وسعى إلى تخليص أنفسهم من نفوذ الكنيسة الكاثوليكية ودعموا أيضًا استقلال بولندا عن روسيا الاستبدادية. لقد دافعوا عن السياسة النشطة والليبرالية، وبالتالي فضلوا نظام التعددية الحزبية بدلاً من الحزب الوطني الواحد تحت قيادة بالاتكي وريجر.

## النهاية
بدأ الشباب التشيكي في التفكك في تسعينيات القرن التاسع عشر. بعد ظهور مشاكل عديدة في عهد التشيكية الشابة: حيث أثبت عدم قدرة الحزب على الفوز بتشريعات كافية لتلبية التوقعات والاحتياجات التشيكية المتزايدة والقمع الحكومي للحركات العمالية والشبابية الراديكالية، مع ما يترتب على ذلك من تقليص للحريات المدنية؛ والخلافات المريرة بين قادة الحزب والفصائل؛ التكتيكات الانتهازية التي ثبطت عزيمة التقدميين ودفعتهم إلى ترك الحزب. :430
منذ عام 1901 فصاعدًا، واجه الحزب منافسة شديدة في صناديق الاقتراع من الأحزاب المؤسسة حديثًا والتي استغلت نقاط الضعف في البرامج الاجتماعية والاقتصادية لحزب الشباب التشيكي والهيكل التنظيمي. حفزت الثورة الروسية عام 1905 الإضرابات والحركات الجماهيرية الأخرى في الأراضي التشيكية. في الانتخابات البرلمانية لعام 1907، خسر الشباب التشيكي بشكل كبير أمام الديمقراطيين الاشتراكيين والزراعيين.
في فبراير 1918، اندمج الحزب رسميًا مع ائتلاف جديد، الحزب الديمقراطي اليميني للدولة التشيكية، والذي أصبح فيما بعد، في ظل الجمهورية، الحزب الديمقراطي الوطني برئاسة كاريل كرامار.